# Rejnier z Brus
Rejnier z Brus (fr. Renier Brus, niem. Rainer Brus, w dokumentach łacińskich także Rainerius de Bruso, Rainerius Brus, Rainerius Brusco, Reinerius Brusch, Ranerus Bruns) (zmarł po 5 lutego 1138) – władca Banias jako wasal księcia Galilei w Królestwie Jerozolimy.
W 1128 roku Rejnier otrzymał Banias jako dziedziczne lenno przejęte od asasynów za panowania króla Baldwina II. Wcześniej był władcą Assebebe, które zostało połączone z Banias.
Rejnier był dwukrotnie żonaty. Jego pierwsza żona w 1133 roku trafiła do muzułmańskiej niewoli kiedy oddział żołnierzy z Damaszku podbił Banias podczas nieobecności Rajniera. Uwolniona w 1135 roku, została przez Rejniera umieszczona w klasztorze, na wieść, że podczas niewoli została zgwałcona. Po jej śmierci ożenił się po raz drugi z Agnes Bures, córką Willliama Bures, księcia Galilei. Tę z kolei, po śmierci Rejniera poślubił Gerard z Sydonu.
W latach 1137/38 krzyżowcy zdołali odzyskać Banias, po czym władzę ponownie objął Rejnier. Ostatnia wzmianka w dokumentach o żyjącym jeszcze Rajnierze pochodzi z 5 lutego 1138 roku.
Z pierwszego małżeństwa miał córkę, która poślubiła Humphreya II z Toron, następcę Rejniera jako władcy Banias, tworząc unię personalną Banias i Toron.